# Dolomedes chroesus
Dolomedes chroesus là một loài nhện trong họ Pisauridae.
Loài này thuộc chi Dolomedes. Dolomedes chroesus được Embrik Strand miêu tả năm 1911.